# Саввинская Слобода
Са́ввинская Слобода́ — село в Одинцовском районе Московской области России, на границе с городским округом Звенигород. Входит в сельское поселение Ершовское.
Село расположено в 3 км к западу от центра города Звенигорода, на автодороге Звенигород — Каринское.

## История

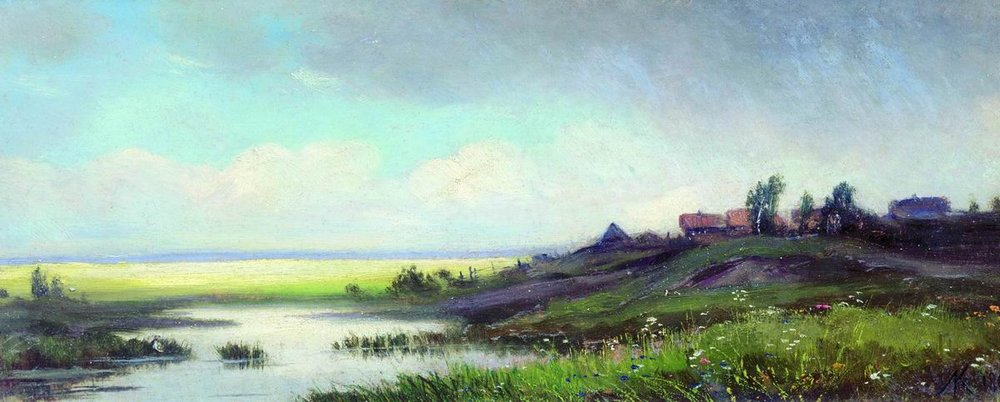
Саввинская слобода (село у монастыря). Дождь. Картина Льва Каменева, 1867

История села связана с расположенным в 1 км к северо-западу, на другом берегу реки Сторожки Саввино-Сторожевским монастырём.
Уже в 1358 году в духовной грамоте князя Ивана Красного упоминается «Новое сельцо». В более поздних источниках оно называется по речке Розвадне (позднее Сторожке), впадающей здесь в Москва-реку, селом Усть-Розвадня; а затем упоминается как Саввинская слобода.
История монастыря начинается с небольшого скита с деревянной церковью Рождества Богородицы, который выстроил на Сторожевской горе ученик Сергия Радонежского Савва. После 1399 году князь звенигородский Юрий Дмитриевич подарил монастырю многочисленные владения, в том числе села Белжинское и Усть-Розвадню, ставшее подмонастырским.
Монастырь постепенно рос: в 1650—1652 годах были возведены каменные стены. Рост монастыря отразились и на слободе: если по описанию 1624 года в ней насчитывалось 12 дворов, то к 1678 году было уже 5 подьяческих дворов, 26 дворов служилых людей, конюшенный двор, 12 дворов конюхов, 8 дворов поварских, 8 дворов мастеровых людей, 10 дворов кузнецов и 3 двора служебников.
После революции 1917 года монастырь был закрыт. По переписи 1926 года в Саввинской слободе числилось 158 дворов, где жило 768 человек, размещались сельсовет, школа первой ступени и два дома отдыха (Наркомата связи и имени А. И. Рыкова).
В 1994—2006 годах Саввинская Слобода — центр Саввинского сельского округа.

## Население

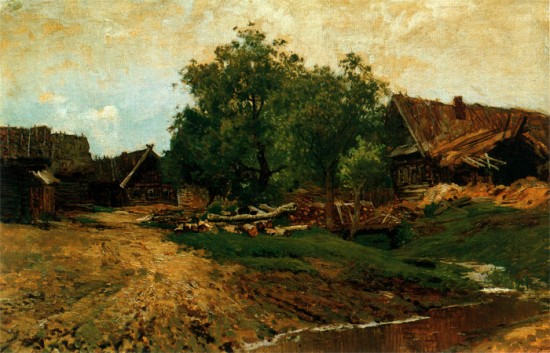
Картина Исаака Левитана «Саввинская слобода». 1884 год

| 2002 | 2006  | 2010  |
| ---- | ----- | ----- |
| 2164 | →2164 | ↘1239 |

## Достопримечательности
- Церковь Николая Чудотворца (2000-е годы)
- Часовня на территории Церкви Николая Чудотворца

## Транспорт
- Село связано автобусным сообщением с Москвой (от м. «Тушинская» автобус № 455 Москва — Звенигород — Тучково — Руза[5]) и Звенигородом (автобусы № 23[6], № 51[7])
- По западной границе села проходит Большое кольцо Московской железной дороги. Ближайший остановочный пункт — 190 км (на границе села, 3 пары поездов в сутки, опоздания могут достигать 4 часов).